# Ordnance QF 25 pounder
Le canon Ordnance QF 25 pounder, ou simplement 25-pounder ou 25-pdr fut le principal obusier/canon de campagne britannique entre la fin des années 1930 et les années 1960. Il entra en service juste avant la Seconde Guerre mondiale pour remplacer l'Ordnance QF 18 pounder et l'obusier de 4,5 pouces QF 4.5 et fut considéré par beaucoup comme la meilleure pièce d'artillerie de campagne de la guerre, associant cadence de tir élevée, projectile relativement efficace et mobilité élevée.
La plupart des pays du Commonwealth les ont conservés jusque dans les années 1970, la Grande-Bretagne utilisant encore quelques exemplaires pour l'entraînement jusque dans les années 1980. Après son abandon par les forces britanniques, le 25-pdr a encore été utilisé en Oman durant la guerre du Dhofar (bataille de Mirbat, 1972) ainsi que par la garde nationale chypriote durant l'invasion turque de 1974 et par les Kurdes du nord de l'Irak en 2003. Ses munitions sont aujourd'hui fabriquées par les arsenaux du Pakistan.

## Conception
Le QF 25-pdr est le résultat d'études visant à remplacer à la fois le canon de campagne Ordnance QF 18 pounder et l'obusier de 4,5 pouces QF 4.5, qui avaient été les principales pièces d'artillerie de campagne britannique durant la Première Guerre mondiale. L'idée de base était de construire une seule arme disposant de la capacité de tir direct du QF 18-pdr et de la hausse importante de l'obusier et utilisant une munition de calibre intermédiaire, entre 90 et 100 mm et environ 30 livres (14 kg).

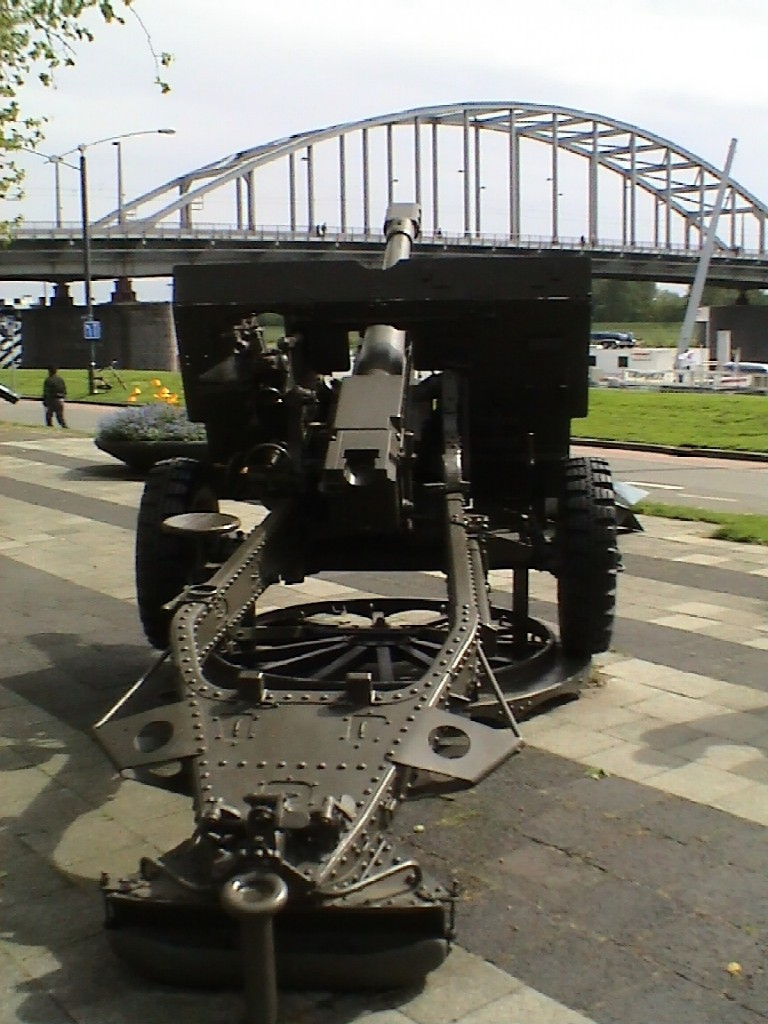
18/25 pdr sur affût 18 pdr Mark IV à Arnhem. La plate-forme de tir est en position de combat.

Son développement fut sévèrement retardé dans l'entre-deux guerres par le manque de moyens, et il fut finalement décidé de construire une « nouvelle » version à partir du canon du 18-pdr, et de remettre la conception d'un nouveau canon et d'un nouvel affût à des jours meilleurs. Le résultat fut une pièce de 87,6 mm tirant un obus de 25 livres (pound), soit 11,3 kg. Il fut monté sur les derniers modèles d'affûts du 18-pdr. Un de ceux-ci utilisait une plate-forme de tir, et cette configuration fut adoptée pour le nouveau canon. Lorsque la plate-forme était abaissée, les roues de la pièce reposaient dessus, ce qui permettait aux servants (au nombre de 6) de la tourner rapidement dans toutes les directions.

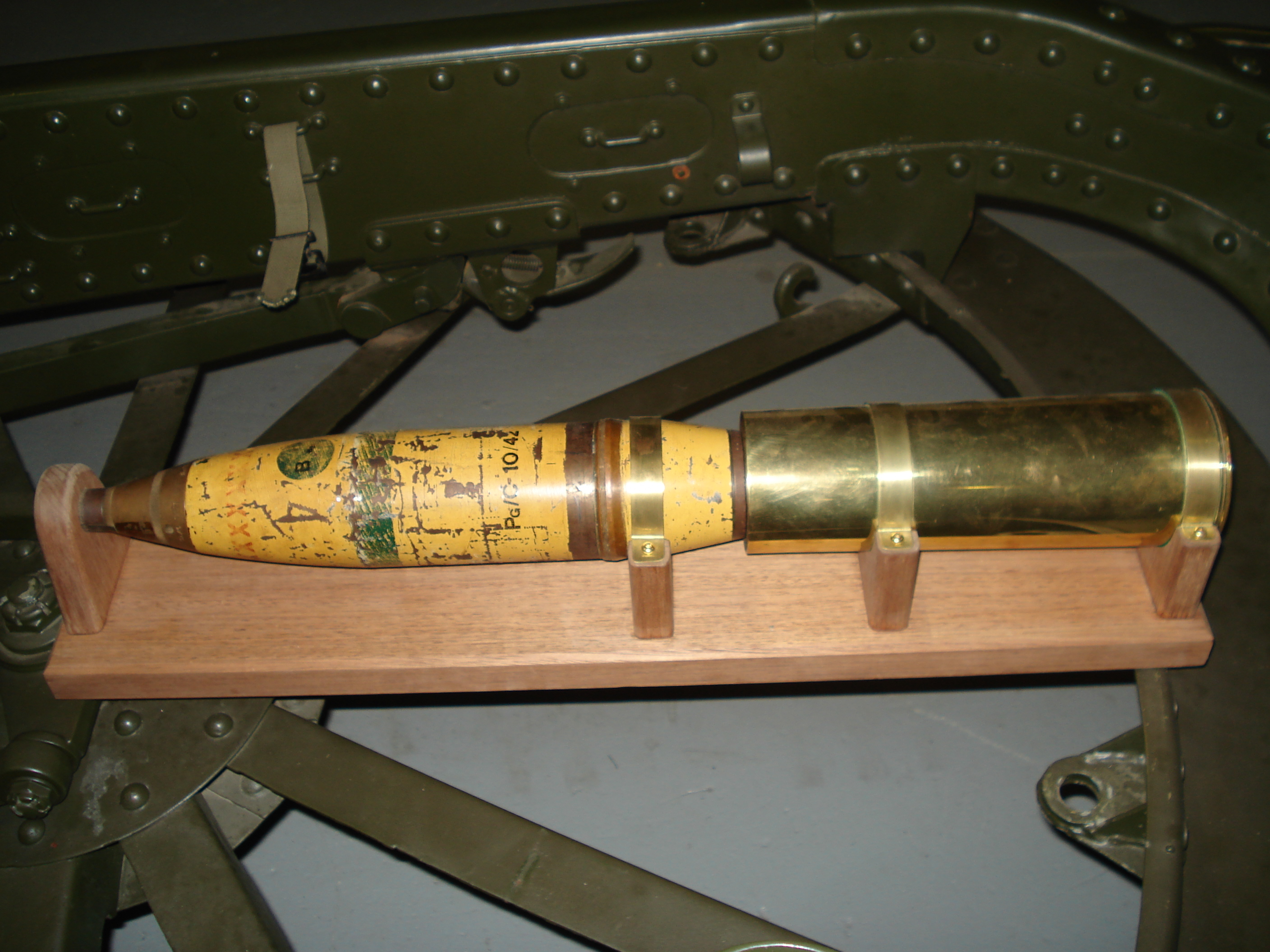
Obus et cartouche.

Contrairement au 18-pdr, le 25 pounder admettait des munitions variées. Pour la version Mk 1 sur affût 18-pdr (18/25-pdr), il n'y en avait que trois, les charges 1, 2 et 3, dans une cartouche identique. Les 25-pdr « authentiques », version Mk 2 sur affût Mk1, avaient aussi une charge « Super », dans une cartouche différente. Une charge additionnelle à la charge Super fut introduite en 1942 pour augmenter la vitesse initiale pour les tirs antichars. Par la suite, cette charge additionnelle fut utilisée avec les charges 2 et 3 pour les tirs avec des hausses importantes. L'utilisation de la charge Super augmentée nécessita l'ajout d'un frein de bouche. Le chargement du 25-pdr se faisait en deux fois, d'abord l'obus, puis la cartouche, avant la fermeture de la culasse verticale. Dans la terminologie britannique, le 25-pdr était appelé « QF » (Quick Fire, tir rapide), parce que la chemise en laiton de la cartouche fournissait l'obturation (elle empêchait les gaz de s'échapper par la culasse) et permettait une fréquence de tir supérieure à celle obtenue avec des cartouches en sac.

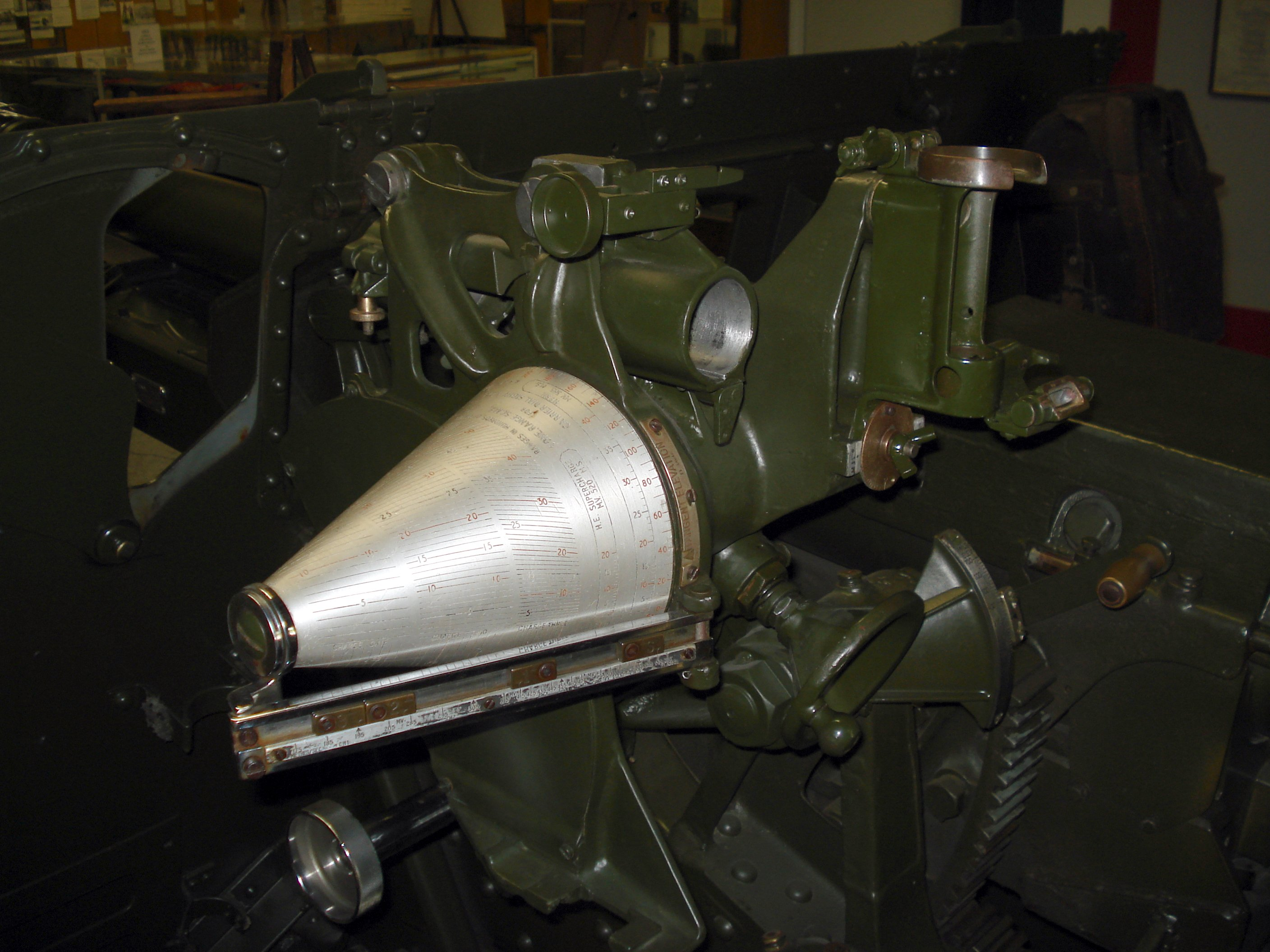
Système de visée pour les tirs indirects.

Comme sur tous les canons britanniques de cette époque, le système de visée pour les tirs indirects indiquait la portée, et non la hausse. Le 25-pdr était aussi équipé d'un télescope de visée directe pour le tir des obus perforants. La visée était effectuée par un seul homme, selon les principes de l'armée britannique.
Le 25-pdr était habituellement tracté derrière son caisson à munitions, mais pouvait aussi l'être seul. Le caisson contenait 32 projectiles, et d'autres étaient transportés dans le tracteur, en même temps que son équipage et divers équipements. Certains équipements, comme les systèmes de visée, étaient transportés sur le canon lui-même. Chaque section de deux 25-pdr disposait d'un troisième tracteur d'artillerie, qui transportait des munitions et tirait deux caissons de munitions supplémentaires.
L'équipage comprenait 6 soldats :
1. - commandant du détachement (un sergent),
2. - opérateur de culasse, qui poussait l'obus,
3. - viseur,
4. - chargeur,
5. - fournisseur des munitions,
6. - fournisseur des munitions, normalement l'homme de couverture, commandant en second responsable de la préparation des munitions.

Le « détachement réduit » était de 4 hommes.

## Munitions

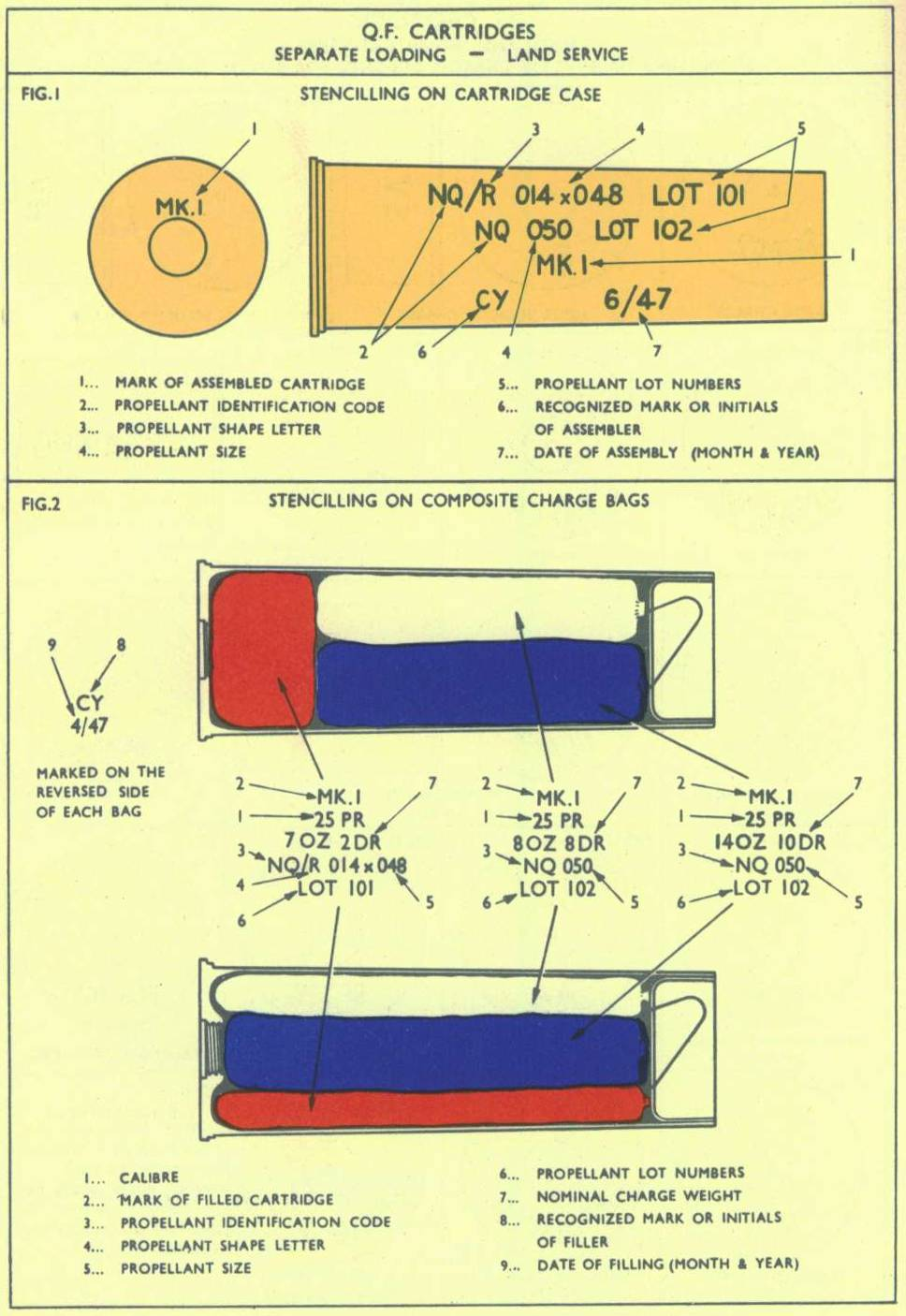
schéma montrant comment sont disposés les marquages et charges propulsives dans une douille de 25-pdr.

La munition principale du 25-pdr était l'obus à haut pouvoir explosif (High Explosive, ou HE), mais il pouvait aussi tirer des obus fumigènes, des obus éclairants et des obus chimiques, et certains obus fumigènes furent parfois reremplis avec des tracts de propagande. Pour le tir direct, il disposait d'un nombre limité d'obus perforants de 20 livres (9 kg) (Armor-piercing, ou AP), plus tard remplacés par une version plus puissante à tête balistique. Un obus antichar à charge creuse était en développement au Canada, mais l'introduction du canon antichar Ordnance QF 17 pounder mit fin à ce programme. Après la Seconde Guerre mondiale, le Royaume-Uni remplaça les obus AP par des obus au plastic (High explosive squash head, ou HESH dans la terminologie britannique).

## Histoire au combat

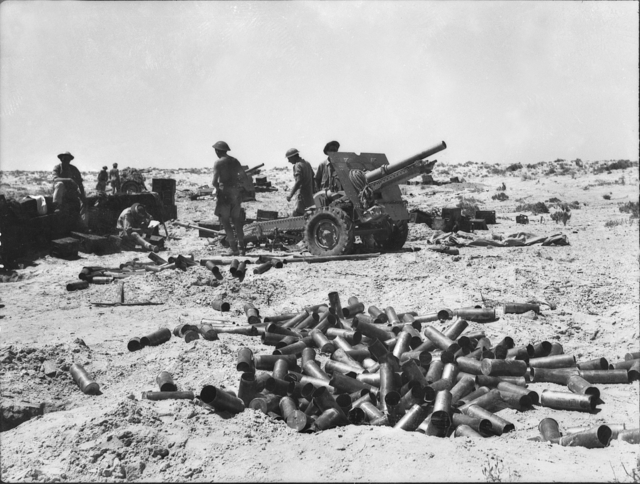
Un 25-pdr australien à El Alamein en juillet 1942 (AWM 024515).

Le 25 pounder fut le principal canon de campagne utilisé par les divisions d'infanterie et les divisions blindées du Commonwealth au cours de la Seconde Guerre mondiale et de la guerre de Corée. Chaque division d'infanterie de type britannique disposait de 72 pièces : Avant la mi-1940, leurs trois régiments de campagne comptaient chacun deux batteries de 12 pièces. Après cette date, les 25-pdr de chaque régiment sont répartis entre trois batteries de huit pièces chacune (le total par régiment et par division reste identique). Les divisions blindées étaient formées de 2 régiments, dont à partir de 1944 un était équipé du canon automoteur à base 25-pdr Sexton.

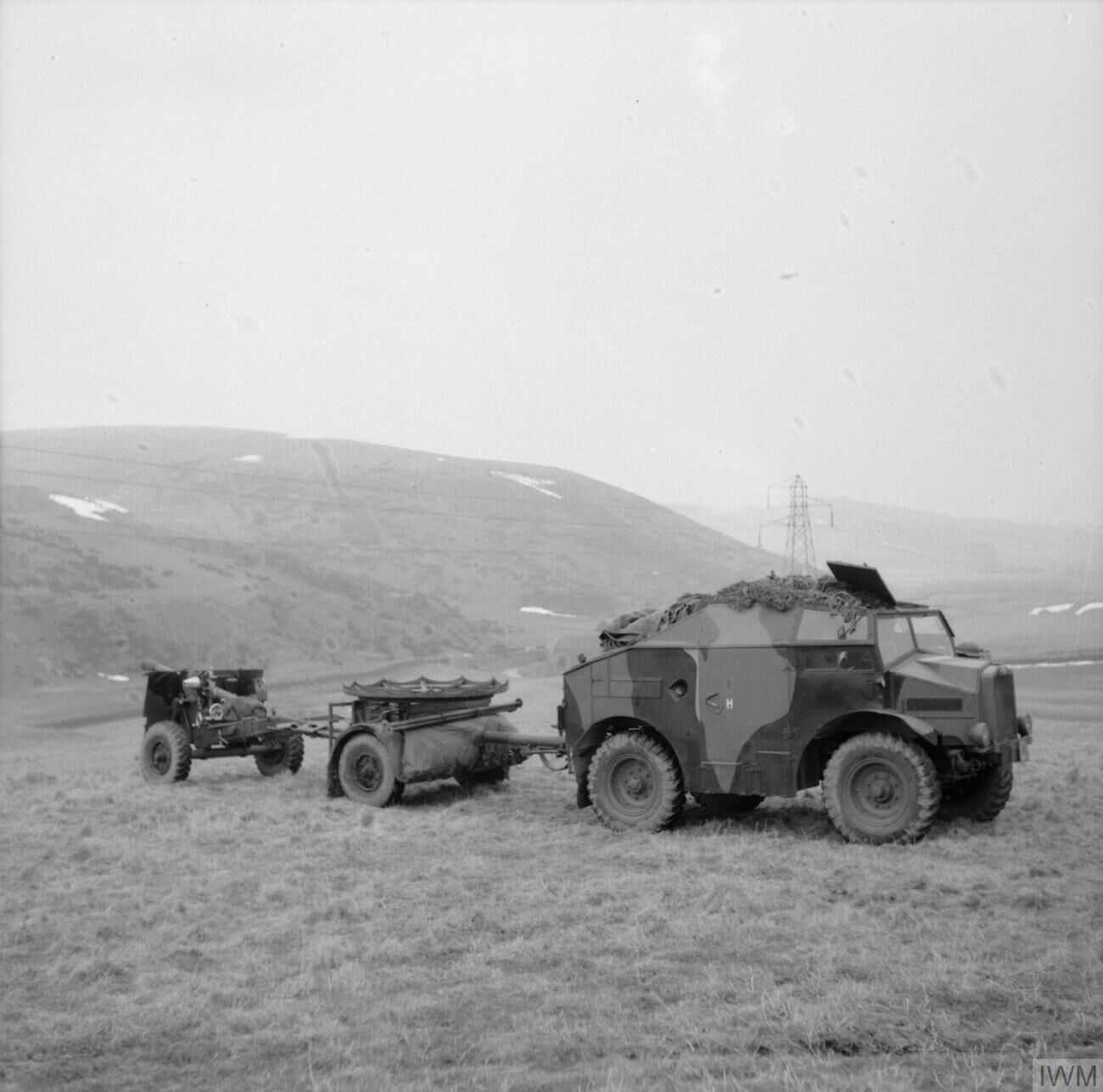
Tracteur d'artillerie Morris C8 avec un 25-pdr et son caisson (Écosse, 20 mars 1941).

Le 25-pdr était normalement transporté derrière son caisson par un tracteur d'artillerie 4x4 Morris C8, surnommé "Quad". Les 18/25-pdr avaient été tractés par le Dragon Medium Mark IV, un véhicule chenillé dérivé du char léger Vickers 6-Ton. Après avoir constaté l'efficacité du canon automoteur américain M7 Priest, les Britanniques adoptèrent un modèle similaire conçu et fabriqué au Canada, le Sexton (un 25-pdr monté sur un châssis de char Ram, lui-même basé sur le char américain M3 Lee). Avant le Sexton, ils avaient essayé de monter le 25-pdr sur un châssis de char Valentine, produisant le canon automoteur Bishop, qui n'avait pas été un succès.
Le 25 pdr était un canon relativement modeste, même selon les standards de la Seconde Guerre mondiale, mais sa portée était supérieure à celle de beaucoup d'autres pièces de campagne. Il était conçu selon la doctrine britannique de neutralisation du feu adverse, et non selon celle du feu destructeur qui s'était montrée si illusoire au début de la Première Guerre mondiale. La plupart des armées étaient entrées en guerre avec des canons encore plus petits (75 mm), mais étaient rapidement passés à des calibres de 105 mm et supérieurs. Cependant le 25-pdr fut considéré par tous comme une des meilleures pièces d'artillerie en service. Les dégâts qu'il causa en Normandie et dans le Nord-Ouest de l'Europe (et la vitesse avec laquelle le système de contrôle britannique pouvait répondre) fit croire à de nombreux soldats allemands que les Britanniques avaient secrètement déployé un 25-pdr automatique. Durant la bataille de Normandie en 1944, l'artillerie britannique tira une moyenne quotidienne de 76 coups par canon de 25 livres.
L'introduction des standards Otan conduisit à son remplacement par un canon de 105 mm. La dernière unité britannique à l'utiliser (hormis dans un rôle cérémoniel) fut l'Honourable Artillery Company (A Battery, HAC) au camp d'entraînement de Salisbury Plain en 1992.

### Usages non-britanniques tardifs

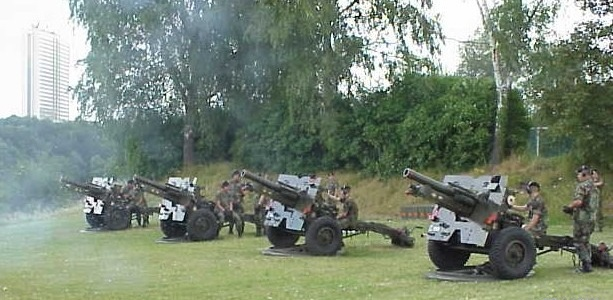
Quatre obusiers Ordnance QF 25 pounder de calibre 105 mm luxembourgeois en 2004.

Sous le nom de G1, le 25-pdr fut abondamment utilisé par la South African Defence Force durant les premières années de la guerre sud-africaine de la frontière (à partir de 1966), notamment lors de l'Opération Savannah en Angola (fin 1975). Aujourd'hui, le G1 joue encore un rôle cérémoniel.
L'armée rhodésienne l'utilisa au cours de la guerre du Bush de Rhodésie du Sud (1972-1979).
Le 25-pdr fut aussi abondamment utilisé par l'armée du Sri Lanka au cours des premières années de la guerre civile du Sri Lanka (1983 et suivantes). Ceux qui restent en fonction n'ont plus qu'un rôle cérémoniel.
Le 25-pdr MkIII est encore en service dans les forces irlandaises de réserve (RDF) et un nombre significatif dans la réserve active de la Garde nationale chypriote. L'armée irlandaise conserve aussi une batterie de six 25-pdr pour tirer des salves d'honneur. Le 25-pdr est son arme la plus ancienne, puisqu'elle y a été introduite en 1949. Les Forces armées luxembourgeoises qui disposent d'un bataillon de 18 pièces jusqu'en 1967 utilisent pour cet usage des obusiers recalibrés en 105 mm.

## Variantes
Mark I
Officiellement dénommé Ordnance, Quick Firing 25 pounder Mark I on Carriage 18-pr Mark IV, ou Ordnance, Quick Firing 25 pounder Mark I on Carriage 18-pr Mark V, il est communément appelé 18/25-pr. L'affût Mark IV était monobloc, alors que le Mark V se divisait. Ces conversions du canon 18-pdr entrèrent en service à la fin des années 1930. Quelques-uns furent perdus lors de la campagne de Norvège et 704 en France, ce qui en laissait environ la même quantité aux Britanniques. Ils furent utilisés en Afrique du Nord (jusque vers la fin 1941, environ) et en Malaisie. Ce modèle de 25-pdr n'utilisait que la charge 3, à cause de son affût.
Mark II

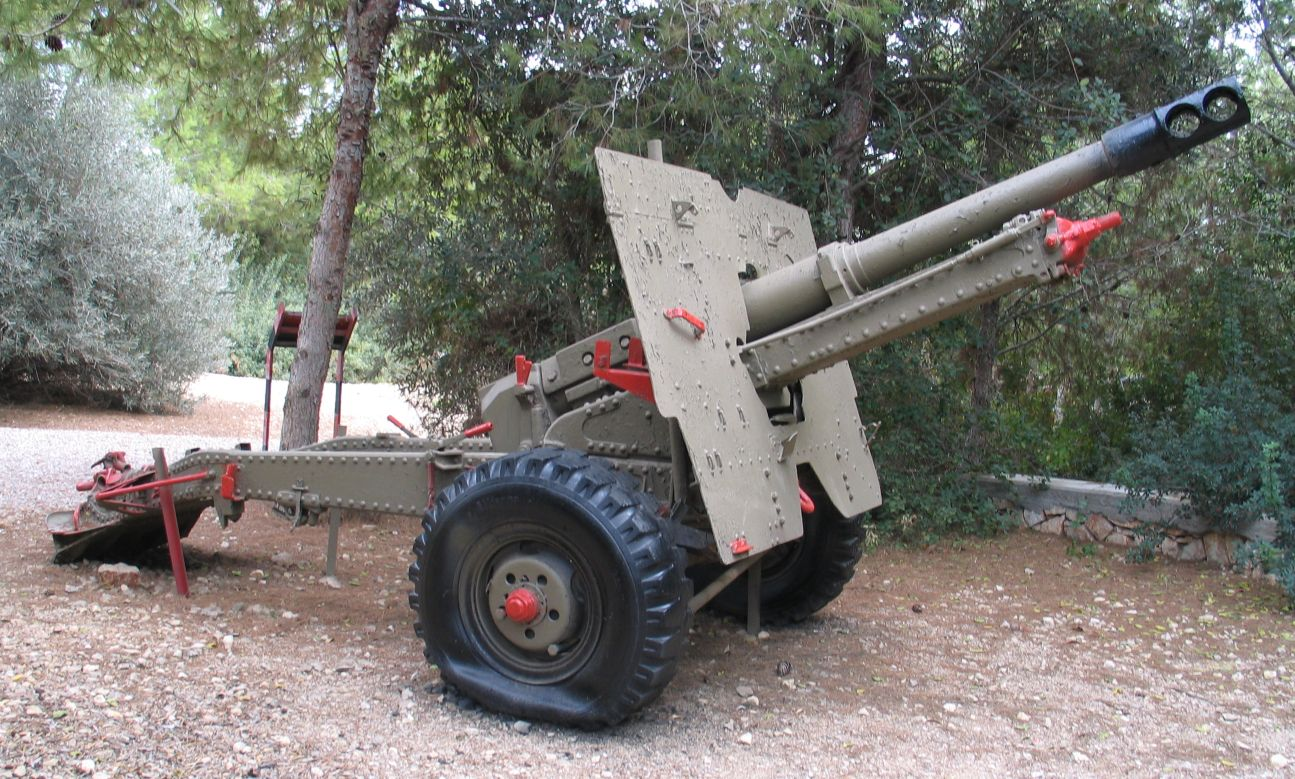
25-pounder avec frein de bouche.

Le Mark II, sur affût Mark 1, fut le canon standard au cours de la Seconde Guerre mondiale. Il fut surtout construit au Royaume-Uni, et un peu en Australie et au Canada. Les livraisons (britanniques) commencèrent au début 1940 et les premières pièces entrèrent en service dans un régiment canadien stationné en France à l'été 1940. Ce canon tirait toutes les charges : 1, 2, 3 et Super. Lorsque celles-ci furent augmentées, il fut muni d'un frein de bouche pour réduire son recul. Les pièces ainsi modifiées sont appelées Mark 2/1. Leur frein de bouche spécifique les rend aisément reconnaissables.
Mark III
Le Mark III était un Mk. II avec une culasse modifiée pour empêcher les obus de repartir en arrière lorsqu'on le chargeait sous une hausse importante. Avec l'ajout du frein de bouche ils devinrent Mark III/1. Le Mark IV était identique, avec frein de bouche dès la construction.
En Birmanie, une modification locale produisit une version à essieu légèrement plus étroit, appelée Jury Axle. Cela permettait au 25-pdr d'être tracté par une jeep et chargé dans un Dakota. Avec une plateforme plus étroite et d'autres modifications mineures, cet affût reçut la dénomination officielle d'affût 25 pdr Mark 2. L'affût Mark 3, également étroit, comprenait une articulation pour faciliter le tir avec des hausses importantes. Le tir avec hausse importante avait été pratiqué en Italie, avec les augmentations de charges officiellement prévues pour le tir anti-char, ajoutées aux charges 2 et 3.
Mark I Court

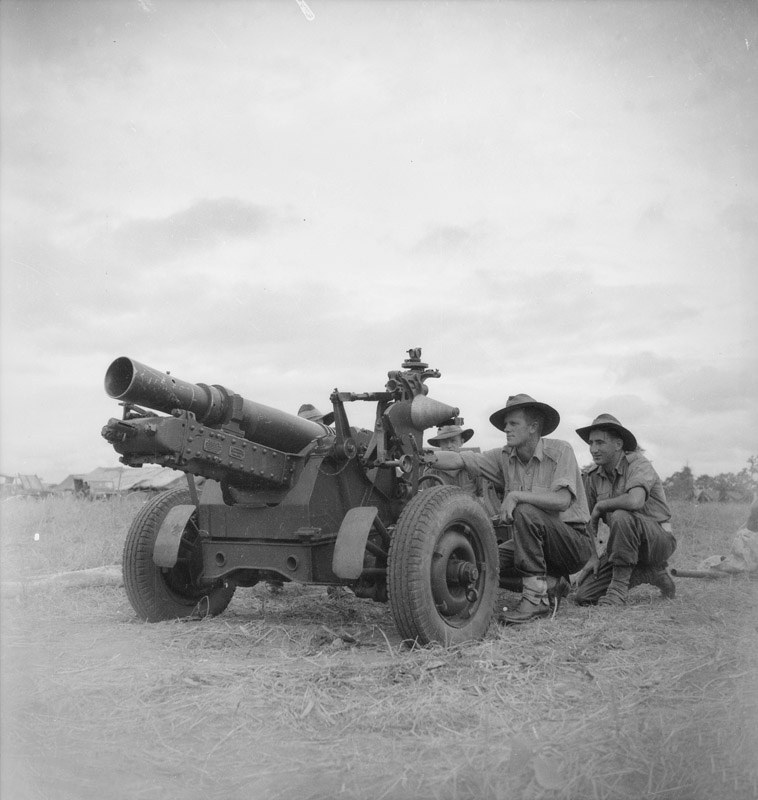
Un 25 Pounder court en Nouvelle-Guinée en 1944 (AWM 075609).

Le 25 pounder Short Mark I, ou Baby 25 pr, était une adaptation australienne du 25-pdr comme canon de montagne produite à partir de 1943. Elle était plus courte que le 25-pdr standard et montée sur un affût léger nommé Carriage 25 pr Light, Mark 1. Le Baby était destiné au combat dans la jungle et fut utilisé par les seules forces australiennes dans le sud-ouest du Pacifique. Il pouvait être tracté par un véhicule léger ou démonté en 13 parties. Au cours de la campagne en Nouvelle-Guinée, il put ainsi être transporté par les soldats sur des sections de pistes où aucun camion n'aurait pu passer.